# BCAD
bCAD – 2- і 3- вимірна система автоматизованого проектування, розроблена російською компанією «ПроПро Группа». 
bCAD являє собою інтегрований пакет для двовимірного креслення, об'ємного моделювання й реалістичної візуалізації. Система одержала поширення в меблевому виробництві та дизайні інтер'єрів. Незважаючи на досить розвинені засоби проектування, у промисловості практично не застосовується.

## Інтернет-ресурси
- ПроПро Группа [Архівовано 14 квітня 2022 у Wayback Machine.]
- bCAD.ru [Архівовано 14 квітня 2022 у Wayback Machine.]
- статьи о САПР для мебельного производства в журнале «Мебельное обозрение»